# Tända ljus
Tända ljus är en barnsång av okänd upphovsman med inledningsorden "Låt oss alla tända vårt ljus idag. Värme kan vi sprida både du och jag", som då den handlar om ljus sjungs som advents- och julsång.
Låt oss alla tända vårt ljus idag, Värme kan vi sprida både du och jag. Ljus behöver den som dyster är i sinn, så lys du där i din vrå så lyser jag i min.

## Publikation
- Smått å Gott, 1977 (som trad.)